# Ekmulmbagge
Ekmulmbagge (Pentaphyllus testaceus) är en skalbaggsart som först beskrevs av Hellwig 1792.  Ekmulmbagge ingår i släktet Pentaphyllus, och familjen svartbaggar. Enligt den finländska rödlistan är arten sårbar i Finland. Enligt den svenska rödlistan är arten nära hotad i Sverige. Arten förekommer i Götaland, Gotland, Öland, Svealand och Nedre Norrland. Artens livsmiljö är naturlundskogar.